# DEFT Linux
DEFT Linux era una distribuzione GNU/Linux live di software libero basata su Ubuntu per usi legati alla Computer Forensics (informatica forense in Italia) e alla sicurezza informatica.

## Storia
La distribuzione nacque nel 2005 da Stefano Fratepietro sviluppata insieme e con il contributo del co-realizzatore Massimiliano Dal Cero quale maggior contributore di tutta la realizzazione tecnica di medio e basso livello (kernel, librerie, tools), oltre che della parte di interfaccia grafica, come la personalizzazione del codice C del file manager "PCManFM" per renderlo operativamente adeguato sia tecnicamente che ergonomicamente alle finalità di una distribuzione orientata alla digital forensics. Inizialmente nacque per esigenze didattiche legate al corso di Informatica Forense della facoltà di giurisprudenza dell'Università degli studi di Bologna, nel 2006 ha avuto una mutazione nel breve termine che ha portato un cambiamento negli obiettivi finali del progetto trasformandola in un sistema che risponda alle esigenze dei professionisti del settore grazie anche alla forte collaborazione con l'International Information Systems Forensics Association (IISFA) e i suoi soci.
Nel gennaio del 2007 è nata la prima release pubblica (v1), basata su Kubuntu Linux, seguita nel maggio del 2007 dalla release v2, sempre basata su Kubuntu. Il 6 dicembre del 2007 è stata distribuita la release v3, frutto di un anno di esperienze e di consultazioni con alcuni importanti informatici forensi italiani come il professor Cesare Maioli e il dottor Donato Caccavella; a partire da tale release, il sistema viene basato su Xubuntu, con una serie di implementazioni che rendono la distribuzione perfettamente in regola con gli standard definiti per gli strumenti software dedicati alla Computer Forensics.
Il 15 novembre 2008 viene distribuita la release v4x, prima distribuzione Linux ad includere il network decoder Xplico.
Il progetto DEFT non risulta aggiornato da tempo (DEFT Zero è del febbraio 2017 mentre DEFT 8.2 del 2014).

## Caratteristiche
DEFT era un sistema operativo che usava la sola memoria RAM del computer per il funzionamento. A differenza delle tradizionali distribuzioni Linux Live non vengono infatti montati automaticamente, cioè acceduti dal sistema né in lettura né in scrittura, i file di sistema dei dispositivi (IDE, SATA, eSATA, USB, etc..) collegati al computer sul quale DEFT è in esecuzione.
Al suo interno erano presenti strumenti applicativi open source per la computer forensics.
A partire dalla versione 3 fu avviato un processo di sviluppo di software ex novo, che aveva l'obiettivo di venire incontro ad alcune delle esigenze specifiche di chi lavora nel settore dell'informatica forense. Il primo software creato internamente al progetto è Dhash, sviluppato in Python da Massimiliano Dal Cero , che consentiva la clonazione di una memoria di massa e il calcolo più efficiente e veloce degli hash rispetto ai tool preesistenti dando anche un'attendibile stima temporale del tempo che impiegherà per terminare l'operazione. Dhash è in grado di calcolare somme MD5 e SHA-1 sia singolarmente che in parallelo.
Dalla versione v4 è stata introdotta l'applicazione DEFT Extra, una interfaccia grafica per sistemi Microsoft Windows che raccoglie una selezione dei più diffusi software freeware per l'informatica forense.
Dalla versione v7 la suite DEFT ha aumentato il contenuto di software rendendo necessaria l'adozione di un DVD per poter essere masterizzata ed avviata sui computer. Alternativamente, è sempre possibile convertire l'immagine in formato Live USB su di una pendrive oppure scaricare le immagini per penne USB preconfezionate disponibili sul sito web in due versioni, una da 2GB (che non include la distribuzione DART) e una da 4GB (comprensiva della suite di tool DART).
Sempre dalla versione v7, al posto della suite DEFT Extra per Windows è stata inserita la suite DART (Digital Advanced Response Toolkit) la cui applicazione frontend fu sviluppata in Lazarus IDE interamente da Massimiliano Dal Cero, contenente oltre 1GB di software free e open source utilizzabile per le attività di Incidente Response su macchine con OS Win32/64.
Dalla versione v8 DEFT utilizzerà OS Linux a 64 bit, permettendo quindi una esecuzione più performante su macchine a 64 che ormai stanno diffondendosi pressoché ovunque. Per le macchine a 32 bit rimarrà comunque la versione v7, il cui supporto durerà fino al 2020.